# Gare de Munster
Gare de Munster – stacja kolejowa w miejscowości Munster, w departamencie Górny Ren, w regionie Grand Est, we Francji. Jest zarządzana przez SNCF i obsługiwana przez pociągi TER Grand Est. 

## Położenie
Znajduje się na linii Colmar – Metzeral, na km 18,539 między stacjami Munster-Badischhof i Luttenbach-près-Munster, na wysokości 341 m n.p.m.

## Linie kolejowe
- Linia Colmar – Metzeral